# Danuta Michalska-Fąk
Danuta Michalska-Fąk (ur. 1948) – polska inżynier chemii. Absolwentka Politechniki Wrocławskiej. Od 2002 profesor na Wydziale Chemicznym Politechniki Wrocławskiej.